# SMER - sociálna demokracia
SMER – Sociálna Demokracia is de grootste sociaaldemocratische partij van Slowakije. De naam betekent letterlijk Richting - Sociaaldemocratie. Vóór 1 januari 2005 was de naam SMER (tretia cesta), hetgeen Richting (Derde Weg) betekent. De naam wordt dikwijls afgekort als Smer. Partijvoorzitter is Robert Fico.

## Geschiedenis

### Ontstaan
De partij ontstond in 1999 als afsplitsing van de Partij van de democratische linksen ("Strana demokratickej ľavice", SDĽ), die als opvolgster van de Communistische Partij van Slowakije was ontstaan. Onder het leiderschap van Robert Fico groeide de SMER snel uit tot de populairste partij van Slowakije, terwijl de aanhang van de SDĽ gestaag achteruitging. In 2002 deed de SMER voor het eerst mee aan de verkiezingen voor de Nationale Raad (het Slowaakse parlement).

### Fusie
Op januari 2005 kwam het tot een samensmelting van de SMER met de volgende kleine sociaaldemocratische partijen:
- Strana demokratickej ľavice
- Sociálnodemokratická alternatíva (Sociaal-Democratisch Alternatief) – een kleine moderne sociaaldemocratische partij, die was ontstaan door een latere afsplitsing van de SDĽ
- Sociálnodemokratická strana Slovenska (Sociaal-Democratische Partij van Slowakije) – een in 1990 opgerichte partij, die bekend raakte onder het voorzitterschap van Alexander Dubček

De aldus ontstane partij werd hernoemd tot SMER – Sociálna demokracia.

### Macht
Bij de parlementsverkiezingen van 2006 werd de SMER voor het eerst de grootste partij van Slowakije, een status die zij ook bij de volgende drie verkiezingen behield. Partijleider Robert Fico was meermaals premier van Slowakije en tussen 2012 en 2016 beschikte de SMER zelfs over een absolute meerderheid, waardoor de partij alleen kon regeren.
Toen premier Fico in maart 2018 aftrad na de moord op de journalist Ján Kuciak, werd Peter Pellegrini binnen de partij naar voren geschoven als premier. Hij fungeerde tijdens de parlementsverkiezingen van februari 2020 tevens als lijsttrekker. De SMER leed echter een forse nederlaag en verloor daarbij na 14 jaar haar dominantie als grootste partij. Kort na de verloren verkiezingen stapte Pellegrini na een conflict met Fico uit de partij om een eigen partij op te richten: HLAS – sociálna demokracia. Een deel van de SMER-leden volgde hem, maar Fico's populariteit bleef onder kiezers onverminderd groot.

## Verkiezingsresultaten

### Nationale Raad
De SMER behaalde de volgende resultaten bij de Slowaakse parlementsverkiezingen:
| Jaar | Lijsttrekker     | Zetels   | Percentage | Positie                                |
| ---- | ---------------- | -------- | ---------- | -------------------------------------- |
| 2002 | Robert Fico      | 25 / 150 | 13,5%      | oppositie                              |
| 2006 | Robert Fico      | 50 / 150 | 29,1%      | coalitieregering (SMER, SNS, ĽS-HZDS)  |
| 2010 | Robert Fico      | 62 / 150 | 34,8%      | oppositie                              |
| 2012 | Robert Fico      | 83 / 150 | 44,4%      | eenpartijregering                      |
| 2016 | Robert Fico      | 49 / 150 | 28,3%      | coalitieregering (SMER, SNS, Most-Híd) |
| 2020 | Peter Pellegrini | 38 / 150 | 18,3%      | oppositie                              |
| 2023 | Robert Fico      | 42 / 150 | 22,9%      | coalitieregering (SMER, HLAS-SD, SNS)  |

Slechts bij de verkiezingen van 2002 en 2020 kwam de SMER niet als de grootste partij uit de bus.

### Europees Parlement
De SMER behaalde de volgende resultaten bij de Europees Parlementsverkiezingen:
| Jaar | Lijsttrekker   | Zetels | Percentage |
| ---- | -------------- | ------ | ---------- |
| 2004 | Monika Beňová  | 3 / 14 | 16,9%      |
| 2009 | Boris Zala     | 5 / 13 | 32%        |
| 2014 | Maroš Šefčovič | 4 / 13 | 24,1%      |
| 2019 | Monika Beňová  | 3 / 14 | 15,7%      |

Normaal gesproken behoort de SMER op Europees niveau tot de Partij van Europese Socialisten (PES) en maakt het in het Europees Parlement deel uit van de Progressieve Alliantie van Socialisten en Democraten (S&D). In oktober 2023 werd de SMER door beide groepen echter geschorst nadat het op nationaal niveau een regering had gesmeed met de nationalistische Slowaakse Nationale Partij. Eerder werd het lidmaatschap van de partij om dezelfde reden ook al opgeschort (2006–2008) of werd daarvoor gepleit (2015). De populistische en pro-Russische standpunten die partijleider Fico inneemt lagen hieraan ten grondslag.